# Quintus Haterius
Quintus Haterius (mort en 26) est un sénateur de l'Empire romain, contemporain d’Auguste et de Tibère. 

## Biographie
Haterius est consul suffect à une date indéterminée, peut-être en 5 av. J.-C. . 
En 14, alors que Tibère se fait prier par les sénateurs pour assumer la succession d’Auguste, Haterius l’interpelle vivement, lui demandant combien de temps encore il va laisser l’État sans direction, s’attirant une réplique irritée de Tibère. Pour implorer son pardon, Haterius se jette à ses genoux lorsqu’il rentre dans son palais mais le fait maladroitement tomber. Haterius obtient ensuite la protection de Livie.
En 16, dans un long discours au sénat, Haterius dénonce le luxe qui règne à Rome, et propose d’interdire de servir la nourriture dans des récipients en or massif, et de proscrire le port de vêtement en soie par les hommes. Le sénateur Gaius Asinius Gallus lui apporte la contradiction, et Tibère laisse la question de côté, estimant que ce n’est pas le moment de légiférer contre les mœurs.
En 22, lorsque Tibère demande au sénat d’accorder la puissance tribunicienne à son fils Drusus, Haterius prend part  au concert de flatteries, et propose que les décisions du sénat de ce jour soient inscrites en lettres d’or, idée ridicule qui le perd de réputation selon Tacite.
Sénèque cite un Aterius friand des captations d’héritage , des historiens du XIXe siècle comme William Smith ont fait le rapprochement avec Quintus Haterius, considérant que la flagornerie de l’un et l’avidité de l’autre pouvaient aller de pair.

## Famille
Haterius a pour épouse Vipstania Attica , fille d’Agrippa, héritier présomptif d’Auguste et de sa première épouse, Caecilia Pomponia Attica. Il est le père du consul Decimus Haterius Agrippa et le grand-père du consul Quintus Haterius Antoninus. Il décède à la fin de l'an 26, âgé de 90 ans,. Certains de ses fils semblent être morts avant lui, car Sénèque l’Ancien critiquera son manque de courage moral face à ces décès pour en être venu aux larmes au point d’interrompre son discours à propos d’un homme qui éprouvait le même deuil.

## Qualités oratoires
Quintus Haterius est un des orateurs remarqués en son temps, qui figure dans la compilation d’exemples oratoires établie par Sénèque l'Ancien, qui est son contemporain, qui a dû noter des passages remarquables de discours qu’il cite dans ses ouvrages,.
Son style est impétueux, usant du pathétique, Sénèque le critique sévèrement, pour sa précipitation, toute d’une traite et sans interruption, et en fait un contre-exemple . Tacite qualifie son éloquence de coulante et harmonieuse, et souligne la force de ses improvisations, mais estime que son style d’éloquence qui fut appréciée en son temps n’a pas eu de pérennité, et a disparu avec lui.